# Узорковање
Узорак је скуп објеката који учествују у истраживању. Ти објекти су елементи узорка. У истраживањима која имају и субјекте и стимулусе постоји узорак субјеката и узорак стимулуса. 
Поступак узорковања се односи на састављање узорка односно избор објеката који ће ући у узорак. Узорак се бира из популације по одређеним критеријумима. Истраживање целе популације било би непрактично (када је популација врло велика), немогуће (када се цела популација ни у начелу не може испитати) или непотребно (када се и на основу узорка могу утврдити особине популације).

## Закључивање
Када је интерес истраживача усмерен на узорак тј. само на субјекте, начин избора субјеката није од веће важности. Међутим у највећем броју истраживања начин узорковања је значајан и одњега зависи да ли ће резултати моћи да се генерализују на популацију. 
С индуктивним закључивањем се на основу одређеног броја посебних случајева доноси општи закључак. Насупрот томе је дедуктивно закључивање од општег ка појединачном. Дедуктивно закључивање, ако је исправно спроведено мора да буде ваљано, а индуктивно је само вероватно. С обзиром на ваљаност закључивања, дедукција је поузданија од индукције, алије у емпиријским истраживањима немогуће користити дедукцију. Често је општи став дедуктивног закључивања у ствари резултат индуктивног закључивања.
Дакле, закључивање у емпиријским истраживањима је индуктивно (на основу узорка се закључује о популацији), а оно је само вероватно. Да би се смањиле грешке у индукцији потребно је да узорак буде репрезентативан (узорак је репрезентативан када његови чланови верно представљају популацију).  
Постоје две ситуације:
1. када је популација хомогена и
2. када је хетерогена.

Када је популација хомогена, тј. када су разлике између чланова само квантитативне и случајне, сваки нормалан члан популације је репрезентативан за њу. Када је популација хомогена може се користити пригодни узорак – то је узорак објеката истраживања који је истраживачу релативно доступан. Пригодни узорак се користи и када су испитивани случајеви веома ретки, па истраживач није у позицији да бира.  
Када је популација хетерогена, тј. када су разлике између објеката квалитативне и систематске, узорковању се мора посветити посебна пажња. Ако је узорак нерепрезентативан резултати истраживања се морају ограничити на узорке и не могу се генерализовати на популацију. Проблем хетерогености популације постоји само када је популација хетерогена с обзиром на варијаблу која се испитује.

## Врсте избора узорка
Када је популација хетерогена, постоји више начина за избор чланова узорка. Две основне врсте узорка су случајни и неслучајни. Случајни се бирају на основу поставки теорије вероватноће, а неслучајни не. Код случајних узорка сваки члан популације има једнаку вероватноћу да буде биран у узорак. За неслучајне узорке нема основа да се претпостави да су репрезентативни.
Неслучајни узорци су пригодни, добровољачки и квотни. Пригодни неслучајни узорци су оправдани код хомогених популација и састоје се из чланова популације који су доступни истраживачу. Добровољачки неслучајни узорци се састоје из самостално пријављених добровољаца. Квотни неслучајни узорци се формирају код стратификованих популација (популација подељених на стратуме) тако што се из сваког стратума пригодним путем бирају објекти за узорак и то тако да је заступљеност стратума у узорку пропорционална заступљености у популацији.
Случајни узорци су систематски, прости, стратификовани и кластерски. Систематски случајни узорак се бира тако што се са списка популације за узорак бира сваки члан после одређеног, унапред утврђеног размака зависно од односа величине популације и величине планираног узорка. Ако је жељени узорак 10 пута мањи од популације, у узорак се бира сваки десети члан.

## Неслучајни узорци
Неслучајни узорци могу бити: пригодни, добровољачки и квотни. Они се не састављају путем теорије вероватноће, већ стицајем околности. Пригодни узорци су оправдани код хомогених популација, али не и код нехомогених, јер нису у стању да обезбеде репрезентативност узорка.
На пример, уколико истраживачи желе да испитају мишљење студената једног факултета, они ће анкетирати студенте након изласка са предавања. Проблем с оваквим узорком јесте то што овакви узорци могу имати заједничку особину која их издваја од популације, на пример, припадају истој студијској групи.
Добровољачки узорак представљају добровољци који не морају бити репрезентативни. Подаци добијени на основу добровољаца не пружају основу да се на основу њих донесу озбиљни закључци о популацији.
Квотни узорак је неслучајни узорак који се формира код стратификованих популација и то путем пропорционалног избора. Разлика између квотног и стратификованог узорка је у томе што се код квотног узорка избор чланова узорка не врши на случајан начин већ пригодним путем. Предност оваквог узорка је да није нужно поседовање списка свих чланова популације. Узорак не мора бити репрезентативан, па се стога овакав поступак, који се раније користио, данас углавном и не препоручује.

## Случајни узорци
Када је реч о случајним узорцима, постоји вероватноћа да сваки члан популације има једнаку вероватноћу да буде изабран као члан узорка. На тај начин се смањује вероватноћа да буде више субјеката с неком особином, него што је у популацији. Ни овај поступак не може да гарантује репрезентативност, али пружа много бољу прилику за добијање исте. Бројни статистички подаци обраде резултата претпостављају да су узорци случајни.
Постоји више врста случајних узорака, а најпознатији су систематски, прости, стратификовани и кластерски случајни узорак.
Систематски случајни узорак се бира тако што се са списка чланова популације узима сваки члан после одређеног размака, на пример, сваки двадесети или сваки стоти. Размак зависи од односа величине популације и узорка.
Прости случајни узорак се бира тако што се генерише одређен број случајних бројева (листе случајних бројева или компјутерски програм) и са листе популације се узимају у узорак само они чији редни бројеви одговарају бројевима са листе случајних бројева. 
Стратификовани случајни узорак се користи код стратификованих популација и подразумева да се поседују спискови чланова посебно за сваки стратум, а онда се у оквиру сваког стратума врши избор чланова узорка као код систематских или простих случајних узорака. Број чланова узорка уоквиру сваког стратума се одређује на три начина:  пропорционално (пропорционални   избор), диспропорционално (диспропорционални избор) и паритетно (паритетни избор). Стратификовани случајни узорак се користи када истраживачи познају неке особине популације собзиром на које узорак може бити хетероген. То су нпр. демографске варијабле – пол, старост и сл. Категорије ових варијабли су стратуми, а популација подељена на стратуме је стратификована.
Пропорционални избор подразумева да стратум садржи на пример 20% чланова узорка уколико дати стратум чини 20% чланова популације. Диспропорицонални избор подразумава да је број чланова стратума у узорку несразмеран том стратуму у популацији и овај избор се користи ако је циљ да се нагаласи значај неког стратума. Паритетни избор подразумева да сви стратуми узорка имају исти број чланова.  
Кластерски случајни узорак подразумева случајни избор кластера тј. група чланова популације, а не појединаца. Кластерски узорак је хијерархијски организован – потребан је списак кластера, а не популације за разлику од осталих случајних узорака. Из списка кластера се случајним путем бирају одређени кластери. Из тако изабраних кластера се могу за узорак узети сви чланови, а може се даље редуковати узорак кроз више-етапно бирање тако да се из претходно изабраних кластера случајним путем изабере одређен број ужих кластера, а онда у следећој етапи поново се наслучајан начин бирају ужи кластери, а из најужих кластера се узимају сви чланови.  
При избору објеката за узорак потребна је стручност анкетара. Уколико неки од субјеката не може или не жели да учествује у истраживању, важно је да они буду, по могућству, равномерно распоређени. Уколико чланови популације који не желе да учествују у истраживању имају неку заједничку карактеристику, онда може бити угрожена репрезентативност узорка.

## Број објеката истраживања
Велики број објаката се користи када се жели постићи веома велика поузданост или се испитује врло хетерогена популација. Један објекат се користи када он има неку веома ретку и изузетну особину.
Постоје 4 критеријума величине узорка:
1. Критеријум максималности – узети што већи узорак. У том случају би главна ограничења била дужина трајања и цена истраживања.
2. Критеријум стабилности  – бира се онолико објеката колико је довољно да би се добили стабилни резултати – резултати у којима се поуздано испољава нека правилност у појави која се истражује.
3. Критеријум традиције  – узима се онолики узорак колики су користили ранији истраживачи у сличним истраживањима.
4. Статистички критеријуми – формуле којима се рачуна препоручени број објеката на основу процене варијабилности узорка. Дакле, и пре спровођења истраживања треба унапред проценити варијабилност узорка (обично на основу података из претходних, сродних истраживања).[5]